# Passivt nät
Ett passivt nät inom elektrotekniken är ett nät som endast innehåller passiva komponenter, exempelvis resistanser, kapacitanser, dioder och induktanser.